# Johannes III
Johannes III, född Catelinus i Rom, död där 13 juli 574, var påve från den 17 juli 561 till sin död den 13 juli 574, enligt Liber Pontificalis.

## Biografi
Catelinus tillhörde en framstående romersk släkt; hans far Anastasius titulerades illustris. Catelinus verkar ha konsekrerats till påve den 17 juli 561, men detta efter ett intervall på fem månader medan han väntade på att hans utnämning skulle godkännas av kejsaren av bysantinska riket. Han antog påvenamnet Johannes III.
Johannes lyckades återförena de frånfallna kyrkoprovinserna Ravenna och Milano med Rom. År 567 hade två biskopar, Salonius av Embrun och Sagittarius av Gap, avsatts vid en synod i Lyon, och de fick kungen av Burgund att ställa sig bakom deras sak, varefter de med kungens stöd vände sig till påve Johannes för upprättelse. Påven lät sig övertalas till att häva domen mot biskoparna och återinsatte dem, vilket visade sig vara ett misstag.
Under Johannes pontifikat härjades Rom av langobarderna. Av den orsaken lät han kalla general Narses till Rom, som stått anklagad för förräderi vid hovet i Konstantinopel. Det är möjligt att generalen själv låg bakom langobardernas invasion, men han var likväl den ende kapabel att hejda dem, vilket var skälet att påven bad honom komma till Roms räddning år 571. Det förefaller som om påven då fick det kejserliga partiet i Rom emot sig.
Flera månader efter Naases återkomst till Rom levde Johannes i Praetextatus katakomber, som han lät restaurera, och där han firade mässa och vigde prästerskapet till deras ämbeten. Inte förrän Narses död, omkring 572, återvände Johannes till Lateranpalatset.
Johannes är begravd i Peterskyrkan.